# العلاقات البرتغالية الموزمبيقية
العلاقات البرتغالية الموزمبيقية هي العلاقات الثنائية التي تجمع بين البرتغال وموزمبيق.

## مقارنة بين البلدين
هذه مقارنة عامة ومرجعية للدولتين:
| وجه المقارنة                                              | البرتغال                                                  | موزمبيق          |
| --------------------------------------------------------- | --------------------------------------------------------- | ---------------- |
| المساحة (كم2)                                             | 92.21 ألف                                                 | 801.59 ألف       |
| عدد السكان (نسمة)                                         | 10.60 مليون                                               | 29.67 مليون      |
| الكثافة السكانية (ن./كم²)                                 | 114.95                                                    | 37.01            |
| العاصمة                                                   | لشبونة                                                    | مابوتو           |
| اللغة الرسمية                                             | اللغة البرتغالية، اللغة الميراندية                        | اللغة البرتغالية |
| العملة                                                    | يورو، اسكودو برتغالي                                      | متكال موزمبيقي   |
| الناتج المحلي الإجمالي (بليون دولار)                      | 217.57 مليار                                              | 12.33 مليار      |
| الناتج المحلي الإجمالي (تعادل القوة الشرائية) بليون دولار | 307.82 مليار                                              | 33.35 مليار      |
| الناتج المحلي الإجمالي الاسمي للفرد دولار أمريكي          | 19.22 ألف                                                 | 529              |
| الناتج المحلي الإجمالي للفرد دولار أمريكي                 | 28.76 ألف                                                 | 1.13 ألف         |
| مؤشر التنمية البشرية                                      | 0.830                                                     | 0.416            |
| رمز المكالمات الدولي                                      | +351                                                      | +258             |
| رمز الإنترنت                                              | .pt                                                       | .mz              |
| المنطقة الزمنية                                           | توقيت غرب أوروبا، توقيت غرب أوروبا الصيفي، أوروبا/لشبونة ‏ | ت ع م+02:00      |

## مدن متوأمة
في ما يلي قائمة باتفاقيات التوأمة بين مدن برتغالية وموزمبيقية:
- ترتبط يابرة مع جزيرة موزامبيق باتفاقية توأمة.
- ترتبط لوريس مع ماتولا باتفاقية توأمة.
- ترتبط مارتلة مع Monapo [الإنجليزية]‏ باتفاقية توأمة.
- ترتبط قلمرية مع بيرا باتفاقية توأمة منذ 1988.
- ترتبط أفيرو مع إنهامبان باتفاقية توأمة.
- ترتبط سيكسال مع بيرا باتفاقية توأمة.
- ترتبط لشبونة مع مابوتو باتفاقية توأمة منذ 28 سبتمبر 1992.
- ترتبط Alvaiázere [الإنجليزية]‏ مع ماتولا باتفاقية توأمة.
- ترتبط أمارانتي مع نامبولا باتفاقية توأمة.
- ترتبط سانتا كومبا داو مع Namaacha [الإنجليزية]‏ باتفاقية توأمة.
- ترتبط فيسيو مع ماتولا باتفاقية توأمة.[14]
- ترتبط Vila Nova de Poiares [الإنجليزية]‏ مع ليشنجا باتفاقية توأمة.
- ترتبط سيتوبال مع كيليماني باتفاقية توأمة.
- ترتبط الكاسر دو سال مع Mocuba [الإنجليزية]‏ باتفاقية توأمة.
- ترتبط أويرس مع إنهامبان باتفاقية توأمة منذ 1996.
- ترتبط ليريا مع نامبولا باتفاقية توأمة.
- ترتبط كاشكايش مع خاي خاي باتفاقية توأمة.

## منظمات دولية مشتركة
يشترك البلدان في عضوية مجموعة من المنظمات الدولية، منها:
| علم المنظمة | اسم المنظمة                               | تاريخ انضمام البرتغال | تاريخ انضمام موزمبيق |
| ----------- | ----------------------------------------- | --------------------- | -------------------- |
|             | الاتحاد البريدي العالمي                   | ?                     | ?                    |
|             | مجموعة البلدان الناطقة بالبرتغالية        | ?                     | ?                    |
|             | مؤسسة التنمية الدولية                     | 29 ديسمبر 1992        | 24 سبتمبر 1984       |
|             | منظمة حظر الأسلحة الكيميائية              | ?                     | ?                    |
|             | منظمة التجارة العالمية                    | ?                     | ?                    |
|             | الأمم المتحدة                             | 14 ديسمبر 1955        | 16 سبتمبر 1975       |
|             | وكالة ضمان الاستثمار متعدد الأطراف        | 6 يونيو 1988          | 23 نوفمبر 1994       |
|             | منظمة الشرطة الجنائية الدولية             | ?                     | ?                    |
|             | مؤسسة التمويل الدولية                     | 8 يوليو 1966          | 24 سبتمبر 1984       |
|             | المنظمة الهيدروغرافية الدولية             | ?                     | ?                    |
|             | الاتحاد الدولي للاتصالات                  | 1866                  | 4 نوفمبر 1975        |
|             | البنك الدولي للإنشاء والتعمير             | 29 مارس 1961          | 24 سبتمبر 1984       |
|             | البنك الإفريقي للتنمية                    | ?                     | ?                    |
|             | المركز الدولي لتسوية المنازعات الاستشارية | 1 أغسطس 1984          | 7 يوليو 1995         |
|             | يونسكو                                    | 11 مارس 1965          | 11 أكتوبر 1976       |

## أعلام
هذه قائمة لبعض الشخصيات التي تربطها علاقات بالبلدين:
- أبيل كزافيي (لاعب كرة قدم برتغالي، 30 نوفمبر 1972[21] – )
- ألبرتو بيريرا (لاعب كرة قدم برتغالي، 22 ديسمبر 1929 – 25 أكتوبر 1990)
- أوزيبيو (لاعب كرة القدم البرتغالي، 25 يناير 1942[22][23] – 5 يناير 2014[22][23])
- إدواردو وايت (كاتب موزمبيقي، 21 نوفمبر 1963 – 24 أغسطس 2014)
- باولو فونسيكا (5 مارس 1973[24] – )
- برونو ويلسون (لاعب كرة قدم برتغالي، 27 ديسمبر 1996[25] – )
- تاشا دي فاسكونسيلوس (15 أغسطس 1966 – )
- روي جويرا (22 أغسطس 1931[26][27] – )
- ريكاردو مايا دي كامبوس (لاعب كرة قدم موزمبيقي، 14 يوليو 1985[28] – )
- فيليبي شابي (لاعب كرة قدم برتغالي، 22 يناير 1994[29] – )
- كارلوس كاردوسو (صحفي موزمبيقي، 1951[30][31] – 22 نوفمبر 2000)
- ماريا جواو (مغنية برتغالية، 27 يونيو 1956 – )
- ماريو ويلسون (17 أكتوبر 1929 – 3 أكتوبر 2016)
- ماورو ريكيتشو (لاعب كرة قدم برتغالي، 7 أبريل 1995[32] – )
- هوغو ماركيز (لاعب كرة قدم أنغولي، 15 يناير 1986[33] – )

## وصلات خارجية
- موقع وزارة الخارجية البرتغالية
- موقع وزارة الخارجية الموزمبيقية